# Imma
Imma is een geslacht van vlinders van de familie Immidae.

## Soorten
- I. accuralis (Walker, 1859)
- I. acosma (Turner, 1900)
- I. acrognampta Meyrick, 1930
- I. acroptila Meyrick, 1906
- I. albifasciella Pagenstecher, 1900
- I. albofascia Felder, 1861
- I. albotaeniana Sauber, 1901
- I. alienella (Walker, 1864)
- I. amphixantha Meyrick, 1906
- I. arenaria Diakonoff, 1955
- I. aristogiton Diakonoff, 1955
- I. arsisceles Meyrick, 1937
- I. asaphoneura Meyrick, 1934
- I. atialis Walker, 1859
- I. atrosignata (Felder, 1861)
- I. atrotacta Diakonoff, 1955
- I. aulonias Meyrick, 1906
- I. autodoxa (Meyrick, 1886)
- I. bifulminata Meyrick, 1930
- I. bilineella Snellen, 1885
- I. boeta Druce, 1898
- I. campsigramma Meyrick, 1938
- I. cancanopis Meyrick, 1906
- I. capnodes Felder, 1875
- I. celtiphaga Bradley, 1982
- I. cincta Druce, 1898
- I. ciniata Druce, 1898
- I. cirrholeuca Meyrick, 1928
- I. cladophragma Meyrick, 1906
- I. confluens Meyrick, 1932
- I. contenta Meyrick, 1916
- I. cosmoplaca Meyrick, 1930
- I. costipuncta Felder, 1874
- I. crocophragma Meyrick, 1930
- I. crocozela Meyrick, 1906
- I. cuneata Meyrick, 1906
- I. cyanospora Meyrick, 1926
- I. cymbalodes Meyrick, 1906
- I. chloromelalis Walker, 1865
- I. chloroplintha Meyrick, 1929
- I. chlorosphena Meyrick, 1906
- I. chlorospila Meyrick, 1923
- I. chrysoplaca Meyrick, 1906
- I. dedicata Meyrick, 1925
- I. denticulata Meyrick, 1910
- I. diaphana Pagenstecher, 1884
- I. diluticiliata Walsingham, 1900
- I. dioptrias Meyrick, 1906
- I. diplospila Meyrick, 1928
- I. dipselia Meyrick, 1906
- I. dissimilis Felder, 1875
- I. endocrossa Meyrick, 1921
- I. epicomia Meyrick, 1906
- I. epichlaena Meyrick, 1906
- I. ergasia Meyrick, 1905
- I. eriospila Meyrick, 1922
- I. euglypta Meyrick, 1931
- I. evelina Meyrick, 1938
- I. flammula Diakonoff, 1978
- I. flavibasa Moore, 1887
- I. flaviceps Felder, 1874
- I. francenella Legrand, 1966
- I. grammarcha Meyrick, 1905
- I. halonitis Meyrick, 1920
- I. harpagacma Meyrick, 1935
- I. hectaea IMMA, 1906
- I. hemixanthella Holland, 1900
- I. hoenei Caradja, 1938
- I. homalotis Meyrick, 1906
- I. homocrossa Meyrick, 1930
- I. hyphantis Meyrick, 1906
- I. inaptalis (Walker, 1866)
- I. inclinata Diakonoff, 1955
- I. infima Meyrick, 1930
- I. iota Diakonoff, 1948
- I. itygramma Meyrick, 1928
- I. lacessens Diakonoff, 1952
- I. lathidora Meyrick, 1914
- I. lechriocentra Meyrick, 1938
- I. leiochroa Lower, 1903
- I. leniflua Meyrick, 1931
- I. leucomystis Meyrick, 1923
- I. lichneopa Lower, 1903
- I. lithosioides Moore, 1886

- I. loxoscia Turner, 1913
- I. lyrifera Meyrick, 1910
- I. lysidesma Meyrick, 1906
- I. mackwoodii (Moore, 1887)
- I. macrochorda Diakonoff, 1967
- I. marileutis Meyrick, 1906
- I. marmarozona Meyrick, 1928
- I. megalyntis Meyrick, 1906
- I. melanosphena Meyrick, 1918
- I. melotoma Meyrick, 1906
- I. mesochorda Meyrick, 1906
- I. mesosphena Meyrick, 1936
- I. metachlora Meyrick, 1906
- I. microsticta Hampson, 1897
- I. minax Durrant
- I. monastica Meyrick, 1910
- I. monocosma Arita & Diakonoff, 1979
- I. mylias Meyrick, 1906
- I. nephelatma Meyrick, 1927
- I. nephodryas Meyrick, 1928
- I. niphopelta Meyrick, 1930
- I. niveiciliella Snellen, 1885
- I. ochrophara Bradley, 1962
- I. otoptera Meyrick, 1906
- I. oxypselia Meyrick, 1929
- I. paratma Meyrick, 1912
- I. pelurga Meyrick, 1921
- I. penthinoides Pagenstecher, 1884
- I. periploca Meyrick, 1910
- I. phalerata Meyrick, 1906
- I. philonoma Meyrick, 1925
- I. platyxantha Turner, 1913
- I. poecilostoma Diakonoff, 1967
- I. porpanthes Meyrick, 1906
- I. prasinospora Meyrick, 1915
- I. priozona Meyrick, 1906
- I. procrossa Meyrick, 1906
- I. protocrossa Meyrick, 1909
- I. psithyristis Meyrick, 1906
- I. psoricopa Meyrick, 1906
- I. pyragra Diakonoff, 1967
- I. pyrophthalma Meyrick, 1937
- I. quadrivittana Walker, 1863
- I. quaestoria Meyrick, 1911
- I. rugosalis Walker, 1858
- I. sarophora Diakonoff, 1967
- I. sciophanes Walsingham, 1914
- I. selenaea Diakonoff, 1955
- I. semicitra Meyrick, 1937
- I. spanista Meyrick, 1930
- I. spectropis Meyrick, 1926
- I. steganota Meyrick, 1914
- I. stilbiota Lower, 1903
- I. tetrascia Lower, 1912
- I. thianthes Meyrick, 1927
- I. thymora Meyrick, 1906
- I. thyriditis Meyrick, 1906
- I. torophracta Meyrick, 1935
- I. trachyptila Meyrick, 1921
- I. transjecta Meyrick, 1936
- I. transversana Caradja, 1939
- I. transversella Snellen, 1878
- I. triardis Meyrick, 1906
- I. tricrocota Meyrick, 1935
- I. trichinota Meyrick, 1906
- I. uranitis Meyrick, 1910
- I. varipes (Walker, 1865)
- I. vaticina Meyrick, 1912
- I. viola Pagenstecher, 1886
- I. xantharcha Meyrick, 1906
- I. xanthoglypta Meyrick, 1928
- I. xanthomela Meyrick, 1930